# Christian Philipp Iffland
Christian Philipp Iffland (* 17. Oktober 1750 in Hannover; † 19. November 1835 ebenda) war der Bruder von August Wilhelm Iffland und von 1798 bis 1820 Bürgermeister von Hannover.

## Leben

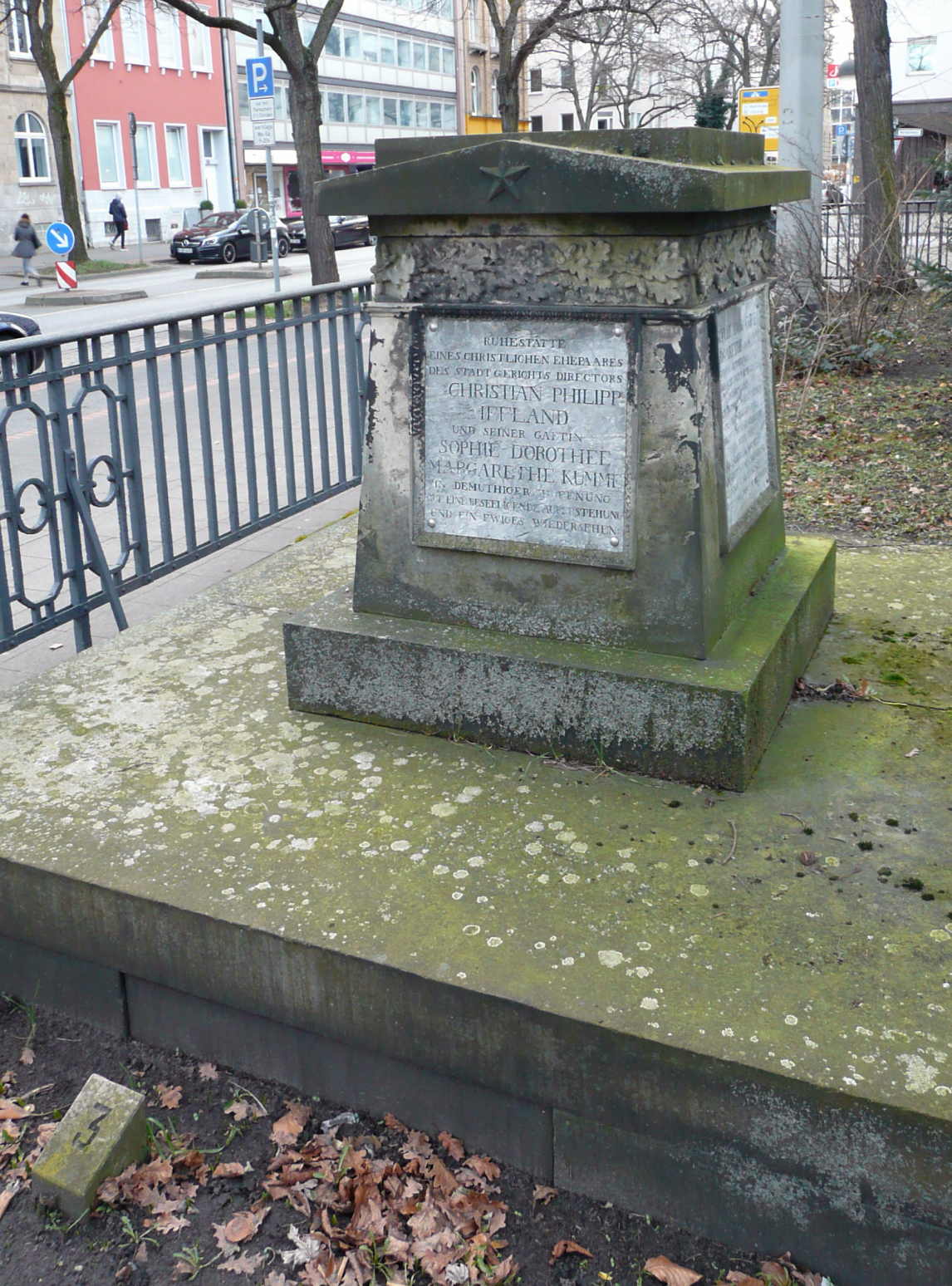
Grabmal Ifflands mit Inschriften auf dem Gartenfriedhof

Als Sohn eines Registrators und Revisors am Kriegskollegium besuchte Iffland zunächst das Lyzeum und studierte anschließend von 1769 bis 1772 Jura an der Universität Göttingen. Er war Mitglied der Gustav-Loge im unzertrennlichen Concordienorden, die mit dem Studentenorden C.e.T. verbunden war. Nach einer Tätigkeit als Advokat am Oberappellationsgericht Celle wurde er 1776 zum 2. Stadtsekretär der Altstadt Hannover gewählt. 1789 übernahm er den Posten des Stadtsyndikus, 1792 stieg er zum dritten Bürgermeister auf. 1798 wurde er schließlich als Nachfolger von Ernst Anton Heiliger zum Bürgermeister gewählt. Während der Besatzung Hannovers durch das Königreich Westphalen von 1810 bis 1813 stand er weiterhin an der Verwaltungsspitze, was ihm den Vorwurf der Kollaboration einbrachte. Dennoch blieb er bis 1820 im Amt. Von 1821 bis zu seinem Tod im Jahre 1835 war er Direktor des Stadtgerichts. Sein Grab befindet sich auf dem Gartenfriedhof.

## Schriften
- Nachrichten aus meinem Leben, bearbeitet von H. Mundhenke in: Hannoversche Geschichtsblätter, Neue Folge 17 (1963), S. 253–280.